# Jorge Romo
Jorge Romo, teljes nevén Jorge Romo Fuentes (Havanna, Kuba, 1924. április 20. – 2014. június 17.) mexikói válogatott labdarúgó, középpályás.

## Pályafutása
Romo karrierje során összesen három csapatban játszott. Első felnőttcsapata az Asturias volt, ahol két évet töltött. Következő klubja a CD Marte volt, ahol bajnoki címet is ünnepelhetett, majd utolsó éveiben a Tolucát erősítette.
A mexikói válogatottban már az 1950-es vb selejtezőin bemutatkozhatott Kuba és az Egyesült Államok ellen, de a tornára végül nem került be a nemzeti csapat keretébe. Az első világbajnokság, amelyen ténylegesen részt is vett, az 1954-es volt, majd játszott a svédországi tornán is. A válogatottban összesen tizenhárom meccse van.

## Külső hivatkozások
- Jorge Romo – a FIFA adatbázisában
- worldfootball.net
- (spanyolul) Adatlapja a mexikói szövetség oldalán Archiválva 2011. július 16-i dátummal a Wayback Machine-ben